# Landvermessung (Literaturprojekt)
Das kurz Landvermessung genannte Literaturprojekt trägt den offiziellen Titel Landvermessung. Österreichische Bibliothek nach 1945. Vergessene, Bleibende, Künftige. Vormals Austrokoffer und ist ein anlässlich des Jubiläumsjahres der Republik Österreich 2005 (50 Jahre Staatsvertrag, 60 Jahre Republik, 10 Jahre EU-Beitritt) herausgebrachtes Sammelwerk österreichischer Literatur. Bekannt wurde das Projekt auch noch unter dem inoffiziellen Titel Austrokoffer.

## Umfang und Herausgeber
Dank staatlicher Förderung ist es trotz seines Umfanges vergleichsweise preisgünstig (50 €). Herausgeber ist Günther Nenning, Mitherausgeber sind Milo Dor, Marie-Thérèse Kerschbaumer, Anna Mitgutsch, Robert Schindel und Julian Schutting. Die Sammlung gibt in 21 Bänden auf ca. 8000 Seiten Beispiele des Schaffens von 139 österreichischen Autoren seit 1945, davon sind 16 Bände Romane, zwei Bände Erzählungen und je einer Gedichte, Theaterstücke und Essays. Der Kartonkoffer, welcher die 21 Bände umschließt, wurde, wie auch die Buchrücken der einzelnen Bände, von Peter Pongratz illustriert.
1. Horsd’œuvre. Essays. (Vorwort und Essays)
2. Hermann Broch: Die Schuldlosen
3. Heimito von Doderer: Die Merowinger
4. Milo Dor: Tote auf Urlaub
5. Albert Drach: Z.Z. das ist die Zwischenzeit
6. Peter Handke: Die Wiederholung
7. Marlen Haushofer: Die Wand
8. Peter Henisch: Der Mai ist vorbei
9. Marie-Thérèse Kerschbaumer: Ausfahrt
10. Florjan Lipuš: Die Beseitigung meines Dorfes
11. Friederike Mayröcker: Das Herzzerreißende der Dinge
12. Robert Menasse: Schubumkehr
13. Anna Mitgutsch: Familienfest
14. Christoph Ransmayr: Morbus Kitahara
15. George Saiko: Der Mann im Schilf
16. Robert Schindel: Gebürtig
17. Josef Winkler: Der Ackermann aus Kärnten
18. Prosa I (längere Texte u. a. von Friedrich Torberg)
19. Prosa II (kurze Texte)
20. Gedichte
21. Stücke (u. a. mit Der Herr Karl)

## Projektkritik
Kurz nach Bekanntwerden dieses damals Austrokoffer genannten Vorhabens im August 2004 regte sich vor allem bei einigen bekannt kritischen Autoren Widerstand. So kündigten unter anderem Friedrich Achleitner, Ilse Aichinger, Elfriede Jelinek, Marianne Fritz, Gerhard Roth, Michael Scharang und Marlene Streeruwitz an, keine Texte zur Verfügung zu stellen. Die Kritik bezog sich vor allem darauf, dass in dem Werk die Österreichische Bundesregierung und Bundeskanzler Wolfgang Schüssel als Initiatoren des Projektes genannt und die Autoren zum „Sich-Abfeiern“ der Regierung benützt werden sollen.
Darüber hinaus bezweifelte man den Sinn des Projektes, das auch ohnehin erhältliche Romane neu auflegt, stellte die Frage der politischen Unabhängigkeit von Kunst und diskutierte das Ganze in Autorenverbänden wie der Interessengemeinschaft österreichischer Autoren sowie der Grazer Autorenversammlung äußerst kontrovers.